# Henry M. Morris
Henry Madison Morris (6. října 1918 – 25. února 2006) byl americký kreacionista, křesťanský apologeta a inženýr. Působil též jako vysokoškolský pedagog.
Kritizoval evoluční teorii a zastával víru ve stvoření světa v šesti dnech dle zprávy obsažené v biblické knize Genesis.
Jeho kniha The Genesis Flood s podtitulem The Biblical Record and Its Scientific Implications, kterou napsal společně s Johnem C. Whitcombem a která vyšla roku 1961, je považována za přelomové dílo v historii amerického kreacionismu. V češtině vyšla před rokem 1989 jeho útlá kniha Bible a současná věda.

## Přijetí

### Úspěch
Mnozí Morrise označili jako „otce moderní kreacionostické vědy“ a byl „pravděpodobně nevlivnějším kreacionistou 20. století“. Morris pomohl vytvořit nový myšlenkový proud založený na předpokladu biblické neomylnosti a doslovné interpretaci knihy Genesis. Jde o systém, který Morris nazval „Vědecký kreacionismus“ a jež odmítá hlavní proudy vědecké komunity ohledně historie Země a vesmíru. Morris našel odezvu u kazatelů a učitelů v domácím vzdělávání po celé Americe, kde 46 % veřejnosti zastává nějakou formu kreacionistické víry.

### Kritika
Řada lidí z vědecké komunity se však vyjádřila, že Morrisovo líčení evoluce jako kompletního náboženského systému stojí na vratkých základech. Například Massimo Pigliucci kritizoval, že Morrison vynechal materiál, který byl na překážku jeho „misi“ a „víře“. Pigliucci také kritizoval Morrisův výklad termodynamiky.